# Yarula
Yarula est une municipalité du Honduras, située dans le département de La Paz. La municipalité est fondée en 1791. Elle comprend 5 villages et 36 hameaux.

## Source de la traduction
- (es) Cet article est partiellement ou en totalité issu de l’article de Wikipédia en espagnol intitulé « Yarula » (voir la liste des auteurs).